# متحف العلوم (مصر)
أنشئ متحف العلوم بالقاهرة في عام 1960 وبه أقسام للعلوم وللتكنولوجيا.
في أقسام العلوم يوضح المتحف علم البيولوجيا (الأحياء)، الفيزياء، الكيمياء، و الفلك. أما في قسم التكنولوجيا فيوضح التلفزيون (الجهاز المرئي)، التلغراف، و التليفون.